# Stenauxa
Stenauxa är ett släkte av skalbaggar. Stenauxa ingår i familjen långhorningar.
Kladogram enligt Catalogue of Life:
| Stenauxa | \| \| Stenauxa exigua \| \| \| \| \| \| Stenauxa fasciata \| \| \| \| |
|          | \| \| Stenauxa exigua \| \| \| \| \| \| Stenauxa fasciata \| \| \| \| |
|          | Stenauxa exigua                                                       |
|          |                                                                       |
|          | Stenauxa fasciata                                                     |
|          |                                                                       |